# Dunira scitula
Dunira scitula är en fjärilsart som beskrevs av Walker 1865. Dunira scitula ingår i släktet Dunira och familjen nattflyn. Inga underarter finns listade i Catalogue of Life.